# RAF Honington

i7
i11
i13
Die Royal Air Force Station Honington (IATA-Code: BEQ, ICAO-Code: EGXH), kurz RAF Honington, ist eine früher als Militärflugplatz genutzte Basis der britischen Royal Air Force. Er liegt nordwestlich des Ortes Honington in der Grafschaft Suffolk, England.
Honington ist Hauptstützpunkt des RAF-Regiments, den bodengestützten Sicherungskräften der RAF sowie der RAF-Police.
Das RAF-Regiment unterhält seit 2008 eine Patenschaft mit dem Objektschutzregiment der Luftwaffe in Schortens.

## Geschichte
Der Flugplatz wurde 1937 im Vorfeld des Zweiten Weltkriegs für das RAF Bomber Command eröffnet und wurde in der folgenden Zeit von verschiedenen Bomberstaffeln und einer Reihe verschiedener Flugzeugtypen genutzt. Hierzu gehörte zwischen 1940 und 1942 auch die 311.(Czech) Squadron. Während der Luftschlacht um England wurde Honington mindestens 16-mal von der deutschen Luftwaffe angegriffen, bei denen es eine Reihe von Opfern gab.
Ende 1942 wurde die Station an die Eighth Air Force der United States Army Air Forces (USAAF) übergeben, die es als Reparaturbetrieb für B-17 nutzte. Die Basis wurde in Folge erweitert und im Februar 1944 Heimat der mit anfangs P-38 und ab dem Sommer 1944 P-51 ausgerüsteten 364th Fighter Group (364th FG), deren Aufgaben sowohl Begleitschutz für die schweren Bomber bei deren Tagangriffen auf das Deutsche Reich als auch Jagdbomber-Einsätze zur Unterstützung der alliierten Bodentruppen umfasste. Honington war die letzte Einsatzbasis des Krieges, die erst im Februar 1946 von den USAAF an die RAF zurückgegeben wurde, nachdem die 364th FG die Basis bereits im November 1945 verlassen hatte.
In den folgenden vier Jahren beherbergte die Station Verbände des RAF Transport Commands, die bei der Berliner Luftbrücke eingesetzte Transportflugzeuge wartete. In der Folgezeit wurde Honington zunächst noch weiterhin als Wartungsbasis genutzt und diente ab 1955 wieder als Stützpunkt fliegender Verbände.
Zunächst handelte es sich um vier Staffeln Canberra-Bomber, die im Folgejahr Kampfeinsätze im Rahmen der Suez-Krise flogen und zwischen 1956 und 1966 war Honington Basis von drei Staffeln V-Bomber Valiant, von denen eine, die 199. Squadron, jedoch bereits 1958 verlegt wurde. Hinzu kamen 1959 und 1960 zwei Victor-Staffeln, die 55. und die 57. Squadron. Für die V-Bomber entstand eine neue große Ost-West Start- und Landebahn. Eine der Valiant-Staffeln, die 90. Squadron, wurde ab Anfang der 1960er Jahre zur Luftbetankung eingesetzt und die andere, die 7. Squadron, wurde 1962 außer Dienst gestellt. Das gleiche Schicksal ereilte die 90. Staffel 1965. Die beiden Victor-Staffeln verlegten im gleichen Jahr nach RAF Marham, da Honington 1996 in Vorbereitung des geplanten Zulaufs der F-111 temporär geschlossen werden sollte.
Nachdem sich die Beschaffung der F-111 zerschlagen hatte, wurde der Platz ab 1969 Basis der Buccaneer von RAF und auch ab 1972 bis zu ihrer Auflösung 1978 der 809. Naval Air Sqaudron der Royal Navy, der letzten Buccaneer-Staffel des Fleet Air Arms. Die letzten RAF-Buccaneers verließen Honington 1984.
Zwischenzeitlich, zwischen 1971 und 1972 lagen hier daneben auch noch die Shackletons der 204. Squadron, die in der Search-and-Rescue-Rolle eingesetzt waren.
Honington wurde nach RAF Cottesmore zweiter britischer Tornado-Stützpunkt. Hier fand ab 1981 die Waffensystemausbildung bei der Tornado Weapons Conversion Unit (TWCU), die 1984 in 45. (Reserve) Squadron umbenannt wurde statt. Mit der 9. kam von 1982 bis 1986 temporär eine Einsatzstaffel hinzu, diese verlegte dann aber zur RAF Germany nach Brüggen, und 1990 wurde die 13. Staffel als Tornado-Aufklärungsstaffel in Honington neu aufgestellt.
Nach dem Ende des Kalten Kriegs änderte sich die Aufgabe der Station. Sie sollte insbesondere Hauptstützpunkt des RAF-Regiments werden, von dem eine erste Rapier-Luftabwehrraketen-Staffel bereits seit 1985 in Honington lag. Die beiden Tornado-Staffeln verließen die Basis folgerichtig 1993/1994 in Richtung RAF Lossiemouth bzw. RAF Marham und der reguläre Flugbetrieb in Honington wurde im März 1994 eingestellt.
Im Anschluss an die Übergabe der Einrichtung an das RAF Regiment im Sommer 1994 wurde Honington einer Reihe weiterer Verbände des RAF-Regiments sowie andere Teile der RAF. Die fliegerische Nutzung beschränkt sich heute auf RAF-Motorsegler Vigilant T.1.

## Zwischenfälle
- Am 19. Dezember 1946 fing eine Avro York C.1 der Royal Air Force (Luftfahrzeugkennzeichen MW241) auf der Luftwaffenbasis RAF Honington Feuer, als die Treibstofftanks entwässert wurden. Das Flugzeug wurde zerstört.[2]

## Trivia
In Frederick Forsyths Roman „Das Vierte Protokoll“ war RAF Honington Schauplatz einer Demonstration gegen die Stationierung amerikanischer Marschflugkörper als Folge des NATO-Doppelbeschlusses. Zeitgenössisches Vorbild war die Basis RAF Greenham Common.